# Західноукраїнський національний університет
Західноукраїнський національний університет (ЗУНУ) — вищий навчальний заклад України IV рівня акредитації, заснований 1966 року в м. Тернополі. Є підписантом Великої хартії університетів та членом Асоціації європейських університетів.
Раніше: Тернопільський фінансово-економічний інститут (ТФЕІ), Тернопільська академія народного господарства (ТАНГ) та Тернопільський національний економічний університет (ТНЕУ).

## Історія
|                                                       |  |  |
| Ювілейна монета НБУ номіналом 2 грн., присвячена ТНЕУ |  |  |

### У складіКиївського інституту народного господарства ім. Д.С.Коротченка
Наказом Міністерства вищої і Передньої спеціальної освіти УРСР від 30 червня 1966 р. № 418, згідно з яким на виконання постанови ЦК Компартії України та Ради міністрів УРСР у Тернополі було відкрито відділення фінансово-економічного факультету Київського інституту народного господарства ім. Д. С. Коротченка (1966—1967 рр.). Завідувачем відділення було призначено 37-річного кандидата економічних наук, доцента Тернопільського медінституту Леоніда Олексійовича Каніщенка.
У Тернопільському відділенні КІНГ (ТВ КІНГ) спочатку працювали 5 штатних викладачів і 12 із погодинною оплатою, а також кілька адміністративно-господарських і допоміжних працівників. Першими штатними викладачами відділення, окрім самого доцента Л. О. Каніщенка, який викладав політекономію, були: О. Ф. Бабінський — ст. викладач фізичного виховання, М. І. Дядьо — старший викладач історії КПРС, Ю. І. Фатєєва — викладач іноземних мов (англійської та німецької), Г. С. Шевело — старший викладач вищої математики.
До адміністративно-управлінського персоналу належали завідувач навчальної частини В. В. Сігаєв, інспектор з кадрів Г. О. Якимець, завідувач господарства В. П. Зятківський, головний бухгалтер Г. П. Фещак, лаборант Л. С. Дениско. Першими технічними працівниками відділення були Н. В. Бойко, М. С. Гураль, О. В. Культматицька, М. І. Кусинь.
Зі зміцненням матеріально-технічної бази та розвитком навчально-методичної і наукової роботи, 28 серпня 1967 р. ТВ КІНГ було реорганізовано у Тернопільський факультет Київського інституту народного господарства (ТФ КІНГ), деканом якого було призначено Л. О. Каніщенка.
Протягом 1967 і 1968 років впроваджено три форми навчання: денну, вечірню і заочну, а кількість студентів, які навчалися на двох курсах за спеціальностями «фінанси і кредит» та «бухгалтерський облік» (до спеціалізації «облік у сільському господарстві» додалася спеціалізація «облік у промисловості»), зросла від 75 до 515. Навчальний процес забезпечували 19 викладачів, з них 7 — з науковими ступенями.
У 1970 р. ТФ КІНГ розміщувався у 3-х навчальних чотириповерхових корпусах із загальною площею 7750 м², у тому числі навчальною — 3962 м². Цього ж року розпочалося будівництво ще одного гуртожитку та єдиного серед ВНЗ міста спортивного комплексу на 500 м². У 1970 р. ТФ КІНГ відсвяткував перший випуск підготовлених ним 73 фахівців. Семеро з них отримали дипломи з відзнакою.

### Тернопільський фінансово-економічний інститут
1971 р. на базі факультету ТВ КІНГ організовано Тернопільський фінансово-економічний інститут (ТФЕІ) (1971—1989). Виконувачем обов'язків ректора, а невдовзі ректором ТФЕІ було призначено Л. О. Каніщенка.
ТФЕІ став першим в Україні вищим навчальним закладом фінансово-економічного профілю, якому в середині 1971 р., згідно з наказом міністра вищої і середньої спеціальної освіти України, було присвоєно другу категорію, а 1 вересня 1979 р. — першу. Тоді на території колишнього Радянського Союзу діяло всього чотири фінансово-економічних інститути — Казанський, Ленінградський, Московський і Тернопільський, їх головне завдання полягало у підготовці кваліфікованих спеціалістів-економістів для фінансової системи, промисловості, сільського господарства і державної статистики.
Після нетривалого виконання обов'язків ректора проректором з навчальної роботи А. В. Григоруком, другим ректором ТФЕІ став доктор економічних наук, професор, учасник Другої світової війни П. Д. Гуменюк (1975—1983).
У квітні 1984 р. навчальний заклад очолив третій ректор — кандидат економічних наук, професор О. А. Устенко (1984—2002).
У 1988/89 н. р. у ТФЕІ функціонувало 6 факультетів, підготовче відділення та підготовчі курси.
На початку 1991 р. в інституті на 27 кафедрах працювали 349 викладачів, понад 60 % з них — з науковими ступенями і вченими званнями, в тому числі 22 доктори наук, професори. Вони готували спеціалістів за 7 спеціальностями (14 спеціалізаціями) на 9 факультетах: економічного і соціального планування, обліково-економічному, фінансово-економічному, кредитно-економічному, аграрно-економічному, зовнішньоекономічної діяльності, заочному, вечірньому, підвищення кваліфікації. Діяло підготовче відділення з денною та заочною формами навчання. Контингент студентів і слухачів становив 7400 осіб.

### Тернопільська академія народного господарства
Згідно з постановою Кабінету Міністрів України № 592 від 29 серпня 1994 р. «Про вдосконалення вищих навчальних закладів». На базі ТІНГ створено Тернопільську академію народного господарства (ТАНГ) (1994—2005 рр.) — виший навчальний заклад університетського типу.
Першим містом, де було створено територіально віддалений навчальний підрозділ ТАНГ, стала Вінниця. 18 жовтня 1994 р. Вчена рада академії ухвалила рішення про заснування Вінницької філії, яка розпочала свою діяльність 1 січня 1995 р. на підставі наказу ректора № 188 від 14 грудня 1994 р.
1 січня 1995 р. створено Кримський навчально-консультаційний центр ТАНГ у містечку Форос.
Ще два підрозділи постали в 1997 р. на базі філії ТАНГ — Чортківський інститут підприємництва і бізнесу (Тернопільська обл.) та внаслідок реорганізації діючої з 1992 р. Івано-Франківської філії Міжнародного інституту менеджменту (Київ) — Івано-Франківський інститут менеджменту.
У наступні роки створено підрозділи: у 1998 р. — Самбірський факультет прикладного програмного забезпечення (Львівська область); у 1999 р. — Луцький і Калуський (Івано-Франківська область) навчально-консультаційні центри; у 2000 р. — Могилів-Подільський (Вінницька область) і Кам'янець-Подільський (Хмельницька область) навчально-консультаційні центри; у 2001 р. на базі авіаційного технікуму — Київський навчально-консультаційний пункт та Єреванська філія — перший державний ВНЗ, створений Україною в Закавказзі на підставі угоди Міністерств освіти і науки України та Вірменії. У 2002 р. створено Свалявський навчально-консультаційний центр (Закарпатська область), а 2004 — Нововолинський факультет (Волинська область).
Відкрито навчально-консультаційні пункти також у Львові і Дрогобичі Львівської області. Певний час вони діяли у Коломиї (Івано-Франківська область) та Нововолинську.
5 липня 2002 р. трудовий колектив обрав ректором ТАНГ  С. І. Юрія. 18 липня Міністерство освіти й науки України підписало п'ятирічний контракт з новообраним ректором.

### Тернопільський національний економічний університет
30 березня 2005 р. Кабінет Міністрів України своїм розпорядженням № 72-р задовольнив клопотання Вченої ради навчального закладу, Тернопільської облдержадміністрації та Міністерства освіти і науки України й створив на базі ТАНГ — Тернопільський державний економічний університет (ТДЕУ).
23 червня 2005 р. відбулися вибори першого ректора ТДЕУ, оскільки із ліквідацією ТАНГ і створенням на її базі університету були припинені повноваження ректора. За результатами таємного голосування переміг попередній ректор, професор С. І. Юрій.
29 вересня 2006 р. враховуючи загальнодержавне і міжнародне визнання результатів діяльності ТДЕУ, його вагомий внесок у розвиток національної освіти і науки, Указом Президента України Віктора Ющенка університету надано статус національного.
Відповідно до наказу Міністерства освіти і науки України № 140-к від 15 квітня 2013 року доктор економічних наук, професор Андрій Ігорович Крисоватий призначений на посаду ректора Тернопільського національного економічного університету.
20 жовтня 2016 року виш відсвяткував своє 50-річчя.

### Західноукраїнський національний університет
25 серпня 2020 року Тернопільський національний економічний університет перейменовано у Західноукраїнський національний університет, який тепер є багатогалузевим та класичним університетом.
Вночі 14 травня 2023 року російські війська обстріляли Тернопіль крилатими ракетами, внаслідок обстрілу в навчальному закладі в деяких кабінетах вилетіло скло.
6 червня 2023 року відбулися вибори ректора. Абсолютною більшістю голосів перемогу здобула доктор економічних наук, професор Оксана Миронівна Десятнюк, яка була висунута колективом університету. 3 липня 2023 року призначена на посаду ректора, згідно наказу МОН України. 

## Організація

### Структура

#### Факультети
- Соціально-гуманітарний факультет Західноукраїнського національного університету[10]
  - Кафедра інформаційної та соціокультурної діяльності[11]
  - Кафедра освітології і педагогіки[12]
  - Кафедра психології та соціальної роботи[13]
- Факультет економіки та управління[14]
  - Кафедра менеджменту, публічного управління та персоналу[15]
  - Кафедра підприємництва і торгівлі[16]
  - Кафедра маркетингу[17]

- Факультет комп'ютерних інформаційних технологій[18]
  - Кафедра економічної кібернетики та інформатики[19]
  - Кафедра інформаційно-обчислювальних систем і управління[20]
  - Кафедра комп'ютерних наук[21]
  - Кафедра комп'ютерної інженерії[22]
  - Кафедра спеціалізованих комп'ютерних систем[23]
  - Кафедра кібербезпеки[24]
  - Кафедра прикладної математики[25]

- Факультет фінансів та обліку[26]
  - Кафедра банківського бізнесу[27]
  - Кафедра фінансового контролю та аудиту[28]
  - Кафедра обліку і оподаткування[29]
  - Кафедра податків та фіскальної політики[30]
  - Кафедра фінансів ім. С. І.[31]
  - Кафедра фінансового менеджменту та страхування[32]

- Юридичний факультет[33]
  - Кафедра конституційного, адміністративного та фінансового права[34]
  - Кафедра кримінального права та процесу[35]
  - Кафедра безпеки та правоохоронної діяльності[36]
  - Кафедра міжнародного права та міграційної політики[37]
  - Кафедра теорії та історії держави і права[38]
  - Кафедра цивільного права і процесу[39]

#### Навчально-наукові інститути
- Вінницький навчально-науковий інститут економіки[40]
  - Кафедра економіки, обліку та оподаткування
  - Кафедра правознавства і гуманітарних дисциплін
  - Кафедра фінансів, банківської справи та страхування

- Єреванський навчально-науковий інститут[41]

- Івано-Франківський навчально-науковий інститут менеджменту[42]
  - Кафедра міжнародної економіки, маркетингу і менеджменту
  - Кафедра управління та адміністрування

- Навчально-науковий інститут інноватики, природокористування та інфраструктури[43]
  - Кафедра екології та охорони здоров'я
  - Кафедра економічної експертизи та землевпорядкування
  - Кафедра бізнес-аналітики та інноваційного інжинірингу
  - Кафедра фізичної реабілітації і спорту
  - Кафедра транспорту і логістики
  - Кафедра агробіотехнологій
  - Навчально-науковий центр інноваційного розвитку та тренінгів

- Навчально-науковий інститут новітніх освітніх технологій[44]
  - Центр заочного та дистанційного навчання
  - Відділ підвищення кваліфікації навчання впродовж життя
  - Навчально-науковий центр з вивчення іноземних мов

- Навчально-науковий інститут комунікацій[45]
  - Школа перемовин
  - Школа міжнародних комунікацій
  - Школа професійного розвитку «АКМЕ»
  - Школа стресостійкості
  - Психологічна служба

- Навчально-науковий інститут публічного управління[46]

- Навчально-науковий інститут міжнародних відносин ім. Б. Д. Гаврилишина[47]
  - Кафедра іноземних мов та інформаційно-комунікаційних технологій
  - Кафедра міжнародного туризму і готельного бізнесу
  - Кафедра міжнародної економіки
  - Кафедра міжнародних економічних відносин
  - Кафедра міжнародних відносин та дипломатії
  - Кафедра філософії та політології
  - Англомовна програма з міжнародної економіки
  - Українсько-нідерландська факультет-програма
  - Українсько-німецька факультет-програма
  - Європейсько-американська програма з комп'ютерних наук та управління проектами
  - Українсько-грецька програма «Магістр з бізнес-адміністрування»
  - Українсько-польська програма

- Інститут креативних студій[48]

- Нововолинський навчально-науковий інститут економіки та менеджменту[49]
  - Кафедра фундаментальних та спеціальних дисциплін НННІЕМ

- Хмельницький навчально-науковий інститут[50]

- Чортківський навчально-науковий інститут підприємництва і бізнесу[51]
  - Кафедра фундаментальних та спеціальних дисциплін ЧННІПБ
  - Спортивний комплекс «Економіст»

- Закарпатський навчально-науковий інститут[52]

#### Філії
- Кам'янець-Подільський навчально-науковий центр
- Самбірська філія
- Луцька філія

#### Коледжі
- ВСП "Вінницький фаховий коледж економіки та підприємництва ЗУНУ"
- ВСП "Фаховий коледж економіки, права та інформаційних технологій ЗУНУ"[53]
- ВСП "Чортківський фаховий коледж економіки та підприємництва ЗУНУ"

#### Школи
- Тернопільська бізнес-школа[54]
- Школа польського та європейського права

### Кадровий склад
Сьогодні[коли?] у Західноукраїнському національному університеті зі студентами працюють 711 викладачів-професіоналів, 8 заслужених працівників освіти, 5 заслужених діячів науки і техніки України, 3 заслужених винахідники України, 1 заслужений працівник фізкультури і спорту України, 2 заслужених тренери України, 1 заслужений працівник промисловості України, 2 заслужених працівники культури України, 1 заслужений економіст України, 8 відмінників освіти України.

#### Ректори
- Леонід Каніщенко, 1966—1975;
- Петро Гуменюк, 1975—1983;
- Олександр Устенко, 1984—2002;
- Сергій Юрій, 2002—2012;
- Андрій Крисоватий,  2013-2023;
- Оксана Десятнюк, з 2023.

#### Адміністрація
- Шинкарик Микола Іванович — перший проректор;
- Задорожний Зеновій-Михайло Васильович — проректор з наукової роботи;
- Десятнюк Оксана Миронівна — проректорка з науково-педагогічної роботи (міжнародна діяльність);
- Булавинець Василь Ярославович — проректор з питань соціально-економічного розвитку;
- Гомотюк Оксана Євгенівна — декан соціально-гуманітарного факультету;
- Островерхов Віктор Михайлович — декан факультету економіки і управління;
- Дивак Микола Петрович — декан факультету комп'ютерних інформаційних технологій;
- Кізима Андрій Ярославович — декан факультету фінансів та обліку;
- Банах Сергій Володимирович — декан юридичного факультету;
- Іващук Ірина Олегівна — директорка навчально-наукового інститут міжнародних відносин ім. Б. Д. Гаврилишина
- Погріщук Борис Васильович — директор Вінницького навчально-наукового інституту економіки ЗУНУ;
- Саак Меружанович Гудратян  — директор Єреванського навчально-наукового інституту ЗУНУ;
- Ляхович Галина Іванівна  — директор Івано-Франківського навчально-наукового інституту менеджменту ЗУНУ;
- Брич Василь Ярославович — директор навчально-наукового інституту інноватики, природокористування та інфраструктури;
- Питель Святослав Васильович  — директор Навчально-наукового інституту новітніх освітніх технологій;
- Коваль Оксана Євгеніївна — директор Навчально-наукового інституту комунікацій;
- Іващук Олег Тимофійович — директор Навчально-наукового інституту публічного управління;
- Луцишин Олег Орестович — куратор інституту креативних студій;
- Чорний Роман Степанович — директор Нововолинського навчально-наукового інституту економіки та менеджменту;
- Пунда Анастасія Вячеславівна — в.о директора Хмельницького навчально-наукового класичного інституту;
- Кульчицька Надія Євстахіївна — директор Чортківського навчально-наукового інституту підприємництва і бізнесу;
- Стегура Клара Олександрівна — в.о. директора Закарпатського навчально-наукового інституту;

#### Вчена рада
1. професор А. І. Крисоватий ,
2. доцент Мудрак М. А.,
3. доцент Адамик Б. П.,
4. к.ю.н. Банах С. В.,
5. професор Брич В. Я.,
6. доцент Бруханський  Р.  Ф.,
7. Булавинець В. Я. — проректор з питань соціально-економічного розвитку,
8. доцент Возьний К. З.,
9. Войнарський Й. Б. — директор НДВГ «Наука»
10. професор Гайда Ю. І.,
11. професор Гомотюк О. Є.,
12. професор Гринчуцький В. І.,
13. Гродська О. С. — начальник відділу кадрів,
14. Гугул Г. І. — головний бухгалтер,
15. професор Десятнюк О. М.,
16. професор Дзюблюк  О.  В.,
17. професор Дивак М. П.,
18. професор Задорожний З.-М. В.,
19. доцент Іващук О. Т.,
20. доцент Кізима А. Я.,
21. професор Кириленко  О.  П.,
22. професор Козюк В. В.,
23. доцент Ляхович Г. І.,
24. доцент Калаур І. Р.,
25. доцент Островерхов В. М.,
26. професор Погріщук Б. В.,
27. доцент Питель С. В.,
28. професор Савєльєв  Є.  В.,
29. професор Саченко А. О.,
30. професор Фурман  А.  В.,
31. Циквас Р. С. — завідувач кафедри фізичної культури і спорту,
32. доцент Чорний Р. С.,
33. доцент Шевчук Р. П.,
34. доцент Шинкарик  М.  І.,
35. професор Язлюк Б. О.,
36. Шевчук А. М. — голова профкому студентів,
37. студент Романів Т. А.,
38. студент Водяной С. С.,
39. студентка Сиротюк І. Ю.,
40. студент Окренець В. Ю.,
41. студент Чоп Р. В.,

## Міжнародна співпраця
За національною системою рейтингового оцінювання ЗВО, що здійснює Міністерство освіти та науки України, ЗУНУ належить до провідних класичних вищих навчальних закладів України за індексом міжнародної активності.
Розвитку міжнародного співробітництва ЗУНУ сприяє визнання та реалізація принципів Великої хартії університетів, до якої університет приєднався у 2008 році. Університет є членом Європейської Асоціації Міжнародної Освіти (1999), Асоціації університетів Європи (EUA) (2007), Таллуарської мережі (2012), Мережі Університетів прикордоння (2013), Міжнародної культурно-освітньої асоціації (ICEA) (2014), Мережі університетів Східної Європи (2014).
Так, у науковій та навчальній роботі плідною є співпраця ЗУНУ з університетами Канади, США, Німеччини, Польщі, Болгарії, Франції, Нідерландів, Данії, Греції, Китаю, Словаччини, Італії, Іспанії, Норвегії, Швейцарії, Австрії, Білорусі, Грузії, Казахстану, Молдови та ін.
Основу міжнародної співпраці Західноукраїнського  національного університету складають  117 договорів про міжнародну співпрацю з іноземними університетами-партнерами з 33 зарубіжних держав, з яких заклади вищої освіти з країн Європи, а також партнери із  США, Канади, Китаю, Казахстану, Таджикистану, Марокко та Еквадору.
ЗУНУ є активним учасником програм, заходів, акцій в межах діяльності  Представництва ЄС в Україні, Офісу віце-прем’єр міністра з питань європейської та євроатлантичної співпраці,  Представництва Організації Об’єднаних Націй, Програми розвитку ООН в Україні, Представництва НАТО в Україні.. 

## Студентське життя та ініціативи

### Мистецтво
При університеті діє Народний художній театр пісні «Для тебе» — створений у 2007. У складі театру пісні — молодіжні гурти «Струни серця», «Горизонт», «Елегія», дитячі гурти «Кралечки» і «Краплинки».

### Озеленення
Акція «1 000 000 дерев за 1 день» належить до проєкту «Озеленення України». Західноукраїнський національний університет покращує екосистему міста. Дуб червоний, дуб звичайний, модрина, ялина, сосна звичайна з'явилися цьогоріч у лісах області. Висадка дерев відбулася на території студмістечка ЗУНУ з дотриманням усіх протиепідемічних заходів. За 17 жовтня посадили 95 дерев. Дерева висадили студенти, випускниця університету та почесний консул Угорщини в Тернополі Тетяна Чубак, ректор ЗУНУ Андрій Крисоватий, гендиректор ТРЦ «Подоляни» Михайло Ібрагімов та інші волонтери.

## Періодичні видання
У 1997 році з ініціативи Олександра Устенка створено видавництво Тернопільської академії народного господарства «Економічна думка». Завдання — забезпечення студентів методичною літературою, підручниками і посібниками, випуск монографій, опублікування статей та інших наукових праць для прискорення розвитку економічної науки на етапі її становлення в умовах ринкової економіки. «Економічна думка» випускає також періодичні видання: газету «Університетська думка», наукові фахові видання «Вісник економіки», «Світ фінансів», «Журнал європейської економіки», «Комп'ютинг», «Психологія і суспільство», «Регіональні аспекти розвитку і розміщення продуктивних сил України», «Наука молода», «Українська наука: минуле, сучасне, майбутнє», «Український журнал прикладної економіки», «Інститут бухгалтерського обліку, контроль і аналіз в умовах глобалізації», «Актуальні проблеми правознавства»; збірники «Економічний аналіз», «Економіка і ринок: облік, аналіз, контроль» та інші.
НДІ методології та економіки вищої освіти ТНЕУ видає український теоретико-методологічний соціогуманітарний журнал «Психологія і суспільство», який виходить з 2000 року чотири рази на рік. Головний редактор журналу — Фурман Анатолій Васильович. Крім того, двічі на рік виходить методологічний альманах «Вітакультурний млин».
Інститут комп'ютерних технологій ТНЕУ видає міжнародний науково-технічний журнал «Комп'ютинг», який виходить від 2002 року двічі на рік. Головний редактор — А. Саченко.
Також від 2002 року українською, англійською та російською мовами виходить щоквартальник Центру європейських і міжнародних студій «Журнал європейської економіки». Поширюється в Україні та за її межами, публікує наукові статті вітчизняних і закордонних авторів. Головний редактор — Є. Савельєв.
Від 1998 кафедра економіки, обліку та економічного аналізу в сфері соціальної інфраструктури ТНЕУ видає збірник наукових праць «Економіка і ринок: облік, аналіз, контроль». Вийшло (до 2004) 7 випусків. Науковий редактор — доктор економічних наук, професор, завідувач кафедри І. Фаріон.
У травні 2004 року в ТНЕУ заснований науковий журнал «Світ фінансів», а в жовтні цього ж року вийшов його перший номер. Журнал видається 4 рази на рік. Головним редактором журналу був ректор ТНЕУ, професор С. І. Юрій.
З 2000 року юридичний факультет двічі на рік накладом 300 примірників видає науковий збірник «Актуальні проблеми правознавства».
Більшість видань університету у відповідних галузевих категоріях належать до фахових наукових видань.

## Випускники
Серед відомих випускників:
- Людмила Алексєєнко (нар. 1963) — вчена у галузі економіки, докторка економічних наук, професорка.
- Михайло Андрунців (нар. 1949) — український економіст, громадський діяч.
- Віталій Антонов (нар. 1962) — український підприємець, голова Наглядової Ради ПАТ «Концерн Галнафтогаз», президент «Універсальної інвестиційної групи», голова Наглядової Ради ПАТ «Страхова компанія Універсальна».
- Павло Гайдуцький (нар. 1952) — 2-й Міністр сільського господарства і продовольства України (3 серпня 1995 — 11 червня 1996).
- Євген Дорош (нар. 1948) — український краєзнавець.
- Анатолій Жукінський (нар. 1949) — український громадський діяч, економіст, господарник, голова Тернопільської обласної ради.
- Василь Кравець (нар. 1953) — український господарник, громадський діяч, депутат Тернопільської обласної ради 2-х скликань, голова Тернопільської обласної ради.
- Андрій Мацола — український підприємець, засновник компанії Перша приватна броварня.
- Василь Олійник (нар. 1948) — український вчений в галузі економіки агропромислового комплексу, заслужений працівник сільського господарства України, доктор економічних наук, професор, академік АЕН України.
- Ігор Покідько (нар. 1965) — колишній український футболіст і арбітр, спостерігач арбітражу всеукраїнських змагань з футболу.
- Сергій Притула (нар. 1981) — український політик і волонтер, колишній телеведучий, комік і продюсер.
- Сакаль Іван Володимирович (1994—2019) — старший сержант Збройних сил України, учасник російсько-української війни.
- Семенюк Марія Василівна (* 1984) — українська самбістка і дзюдоїстка, чемпіонка України з дзюдо, призерка літньої Універсіади-2003, чемпіонка і призерка чемпіонатів Європи та світу з самбо.
- Слюз Тетяна (нар. 1965) — Голова Державної казначейської служби України.
- Віктор Ющенко (нар. 1954) — український політик, третій Президент України, голова Національного банку України, прем'єр-міністр України.

## Світлини

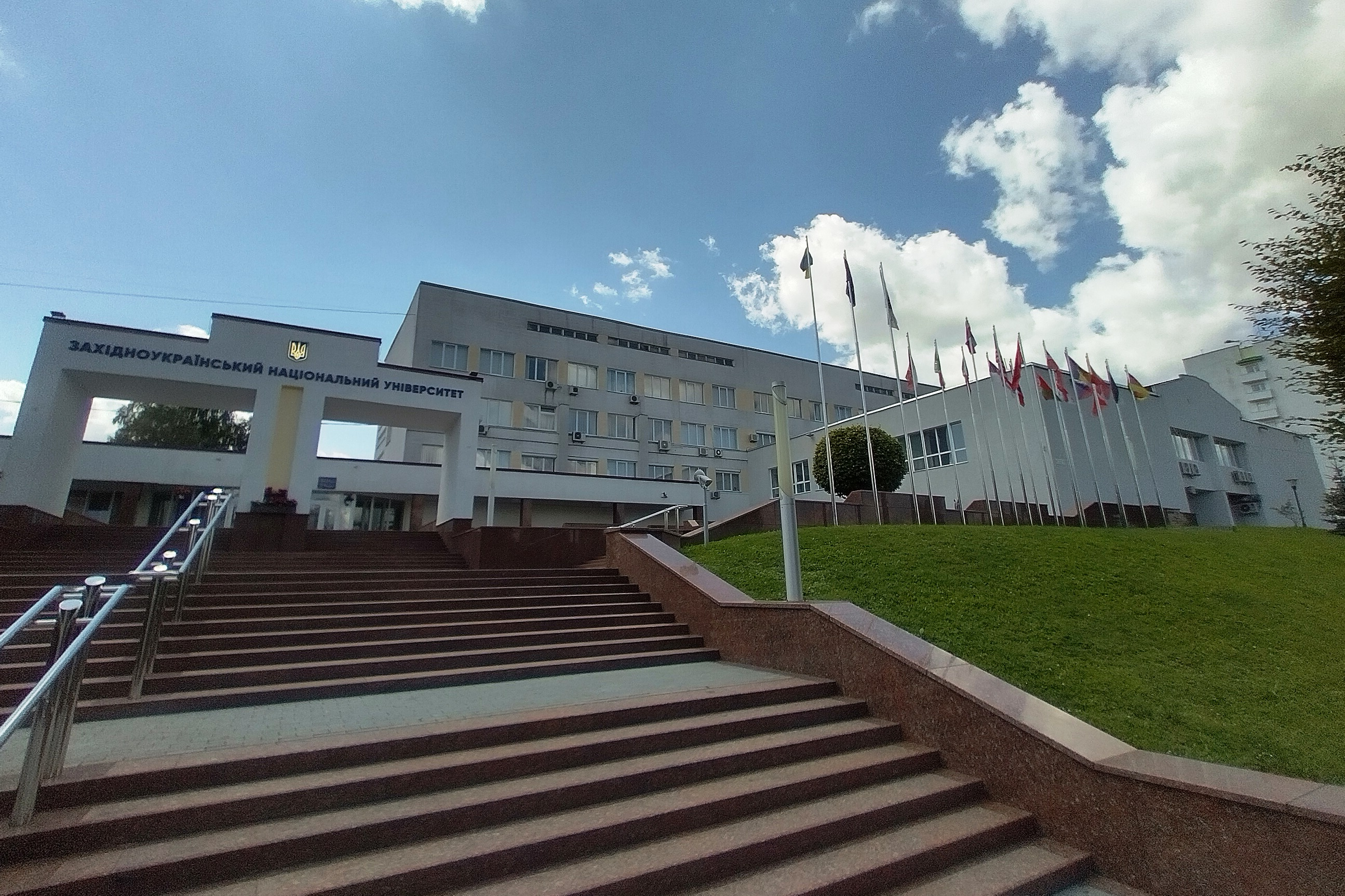
Головний корпус університету
Капличка Різдва Пресвятої Богородиці на території університетуКапличка Різдва Пресвятої Богородиці на території університету
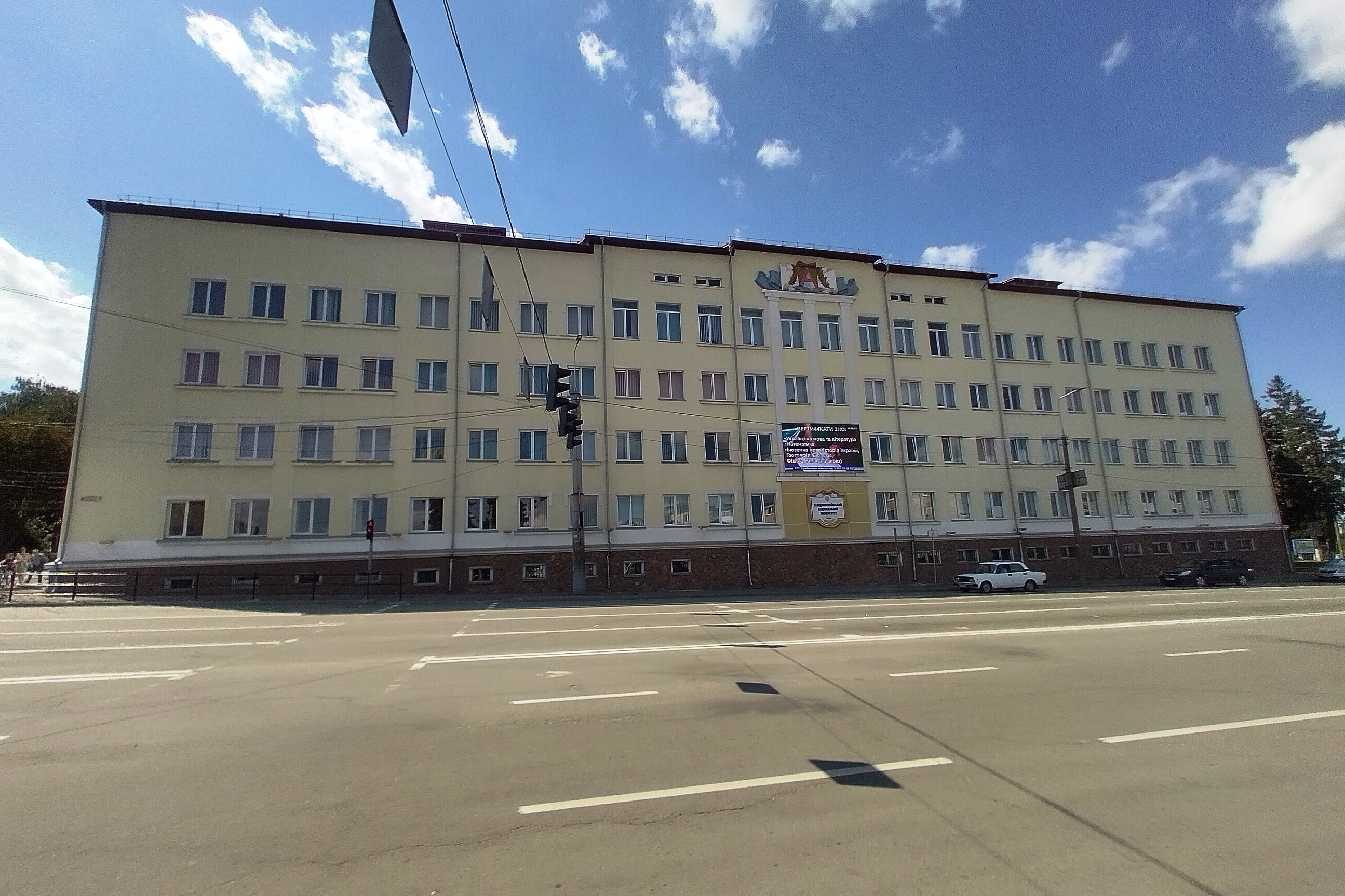
Корпус № 2